# Geoffrey Paul
Geoffrey John Paul (* 4. März 1921; † 11. Juli 1983) war ein britischer anglikanischer Theologe. Er war von 1981 bis 1983 Bischof der Diözese Bradford in der Church of England.

## Leben
Paul besuchte die Rutlish Grammar School. Er studierte am Queens’ College der University of Cambridge und am King’s College London. Seine Priesterlaufbahn begann er als Vikar (Curate) in Little Ilford. Er ging anschließend als Missionspriester nach Indien. Dort wirkte er in Palayamkottai im Bundesstaat Tamil Nadu im Südosten Indiens und später in Kerala. Dort war er Mitglied des Lehrkörpers des Kerala United Theological Seminary in Kannammoola; von 1961 bis 1965 war er dort Schulleiter und Vorsteher (Principal). Nach seiner Rückkehr nach Großbritannien wurde er Mitglied des Domkapitels und Residenzkanoniker (Residentiary Canon) an der Bristol Cathedral.
1977 wurde er zum Bischof geweiht. Von 1977 bis 1981 war er als „Bischof von Hull“ Suffraganbischof im Erzbistum York der Church of England. In dieser Funktion war Paul als Bischof unter der Führung des Erzbischofs von York, Stuart Blanch für die Leitung der Diözese verantwortlich. 1981 wurde er, als Nachfolger von Ross Hook, Bischof von Bradford in der Church of England.
Er gehörte dem evangelikalen Flügel der Church of England an. Paul war ein ausgewiesener Kenner des Neuen Testaments; er schrieb u. a. das Buch A Pattern of Faith (veröffentlicht 1986). Er galt als „brillanter Prediger und visionärer Kirchenmann.“
Paul war verheiratet und Vater von fünf Töchtern. Seine 1957 geborene Tochter Hilary Jane Paul heiratete 1981 den späteren Erzbischof von Canterbury, Rowan Williams, die 1959 geborene Tochter Celia Paul ist Künstlerin.